# Мислакув (Нижньосілезьке воєводство)
Мислакув (пол. Mysłaków) — село в Польщі, у гміні Марциновиці Свідницького повіту Нижньосілезького воєводства.
Населення — 513 осіб (2011).
У 1975-1998 роках село належало до Валбжиського воєводства.

## Демографія
Демографічна структура станом на 31 березня 2011 року:
|          | Загалом | Допрацездатний вік | Працездатний вік | Постпрацездатний вік |
| -------- | ------- | ------------------ | ---------------- | -------------------- |
| Чоловіки | 252     | 53                 | 175              | 24                   |
| Жінки    | 261     | 43                 | 152              | 66                   |
| Разом    | 513     | 96                 | 327              | 90                   |